# Petrorhagia nanteuilii
Petrorhagia nanteuilii (лат.) — однолетнее травянистое цветковое растение, вид рода Петрорагия (Petrorhagia) семейства Гвоздичные (Caryophyllaceae). Вид назван в честь Роже де Нантёйля (фр. Edmond Jules Marie Roger de Nanteuil).

## Ботаническое описание
Однолетнее растение высотой 10—40 см с линейными листьями. Маленькие розовые цветки собраны в верхушечные головчатые соцветия, одновременно обычно цветёт только один цветок. Плоды — овальные коробочки.
Растёт преимущественно на полянах и опушках лесов, кустарниковых склонах и вдоль дорог.

## География
Родина Petrorhagia nanteuilii — Северная Африка, Алжир. Также распространён в Марокко. Места произрастания в Европе: Великобритания — Англия; Италия; Франция; Португалия; Гибралтар; Испания.
Натурализовался в Португалии (Мадейра), Испании (Канарские острова), Японии, Австралия, США (Калифорния), Канаде (Британская Колумбия), Аргентине.